# Boerjatië

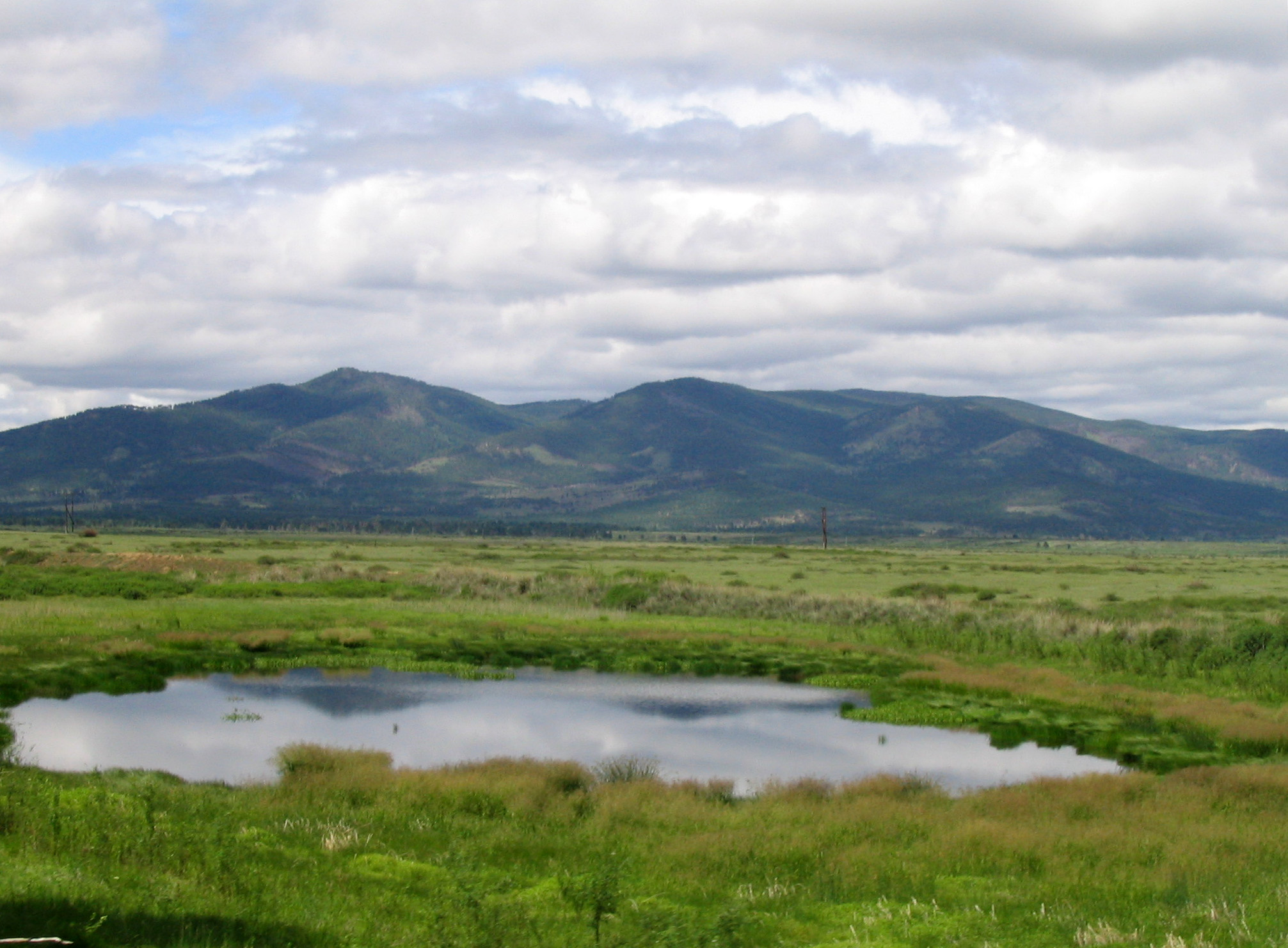
Landschap net buiten Oelan-Oede

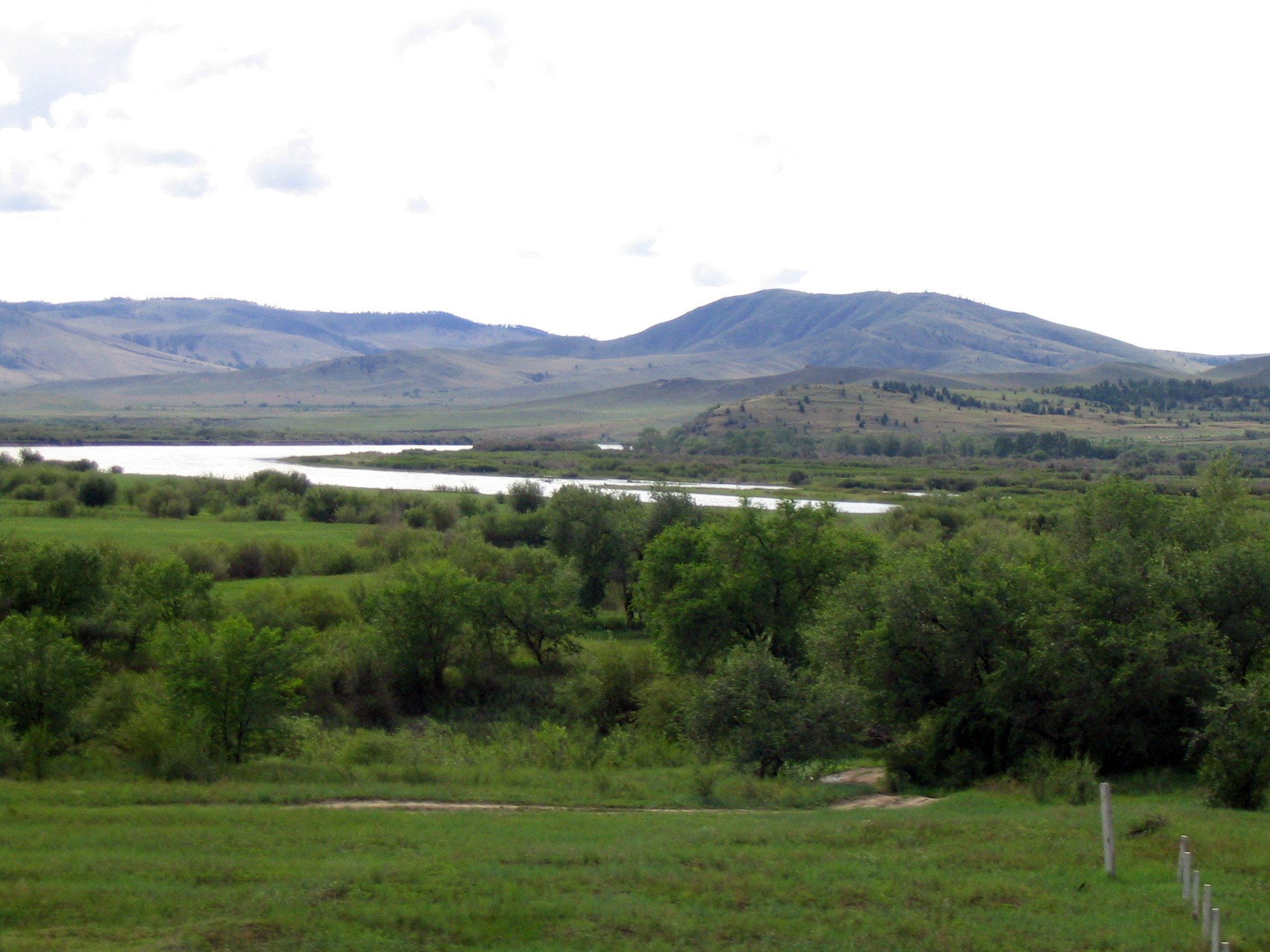
Landschap in het zuiden van Boerjatië

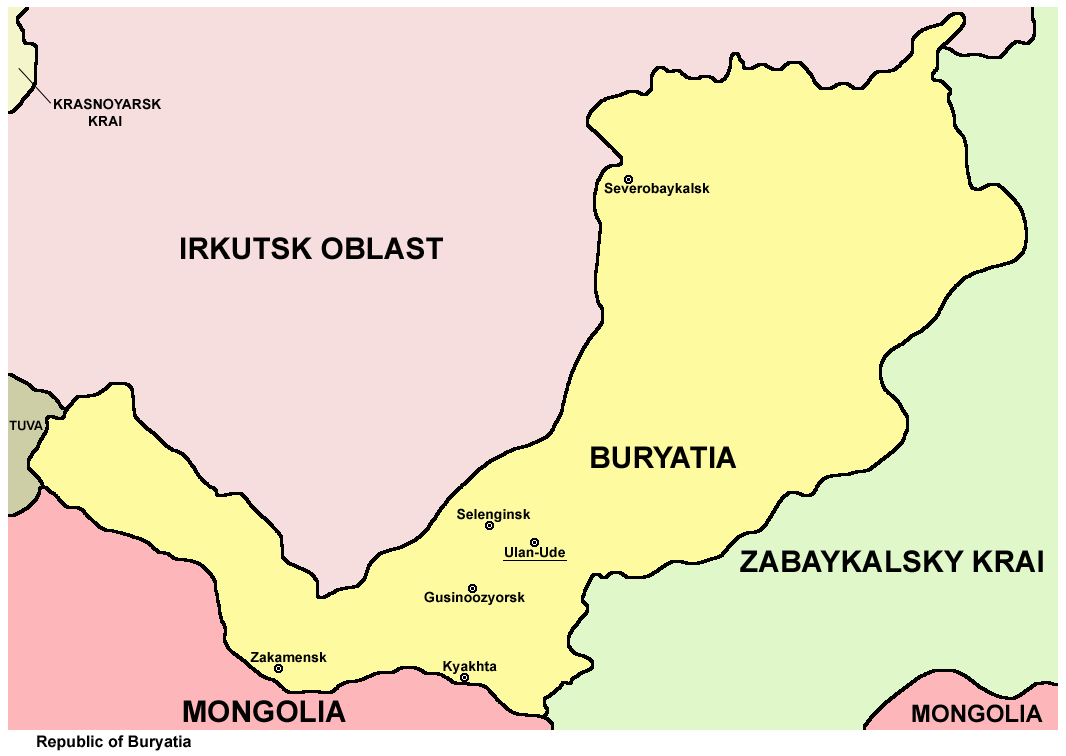

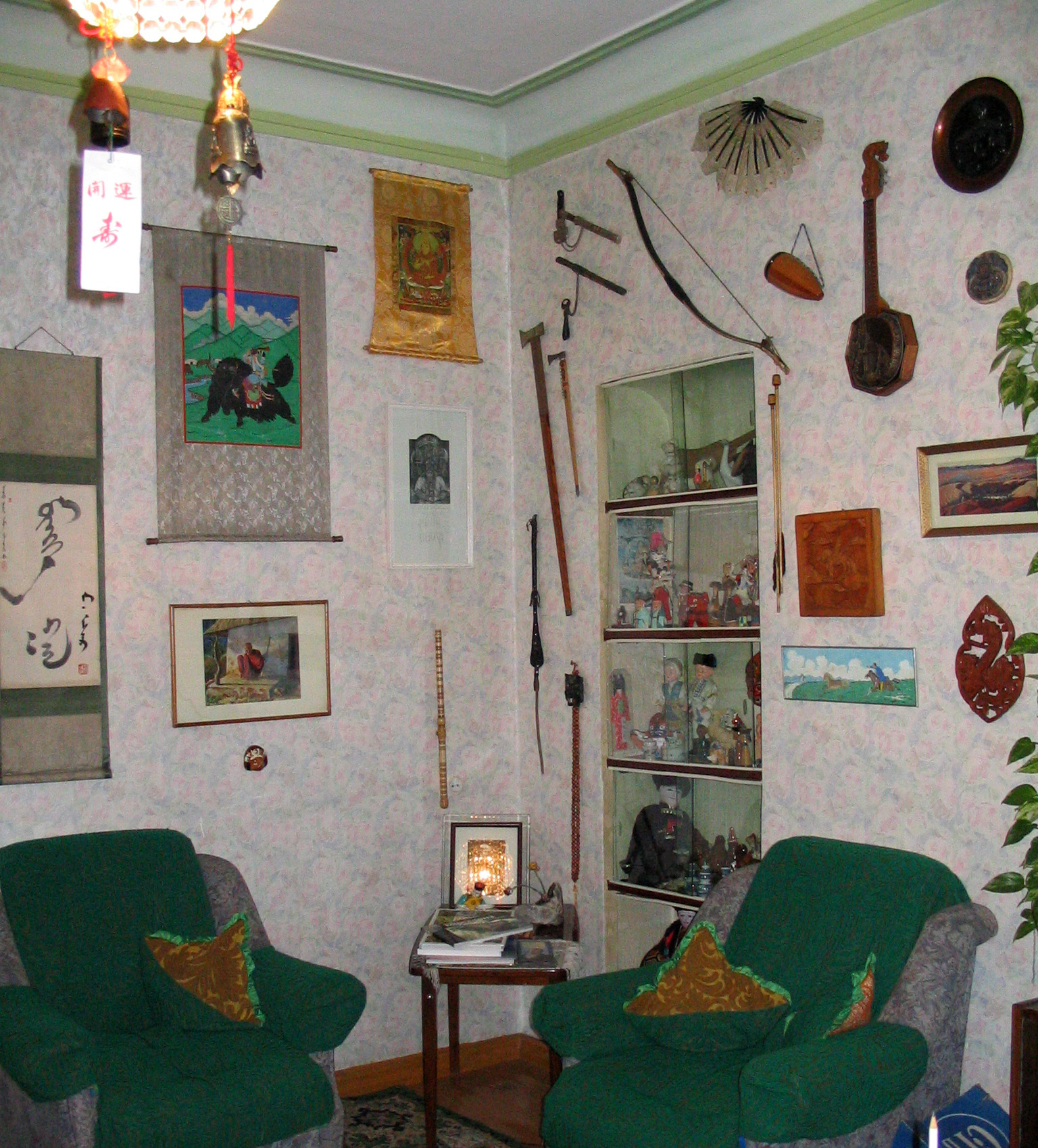
Boerjatisch huis met een verzameling typische Boerjatische wandversieringen, instrumenten en wapens

Boerjatië (Russisch: Республика Бурятия, Respoeblika Boerjatieja; Boerjatisch: Буряад Улас, Boerjaad Oelas) is een autonome republiek binnen de Russische Federatie. De autonome republiek ligt in het zuiden van Oost-Siberië, rond het oosten van het Baikalmeer. Boerjatië houdt Irkoetsktijd (IRKT, UTC+8 of MSK+5) aan.

## Geschiedenis
De Boerjaten ontstonden door een vermenging van inheemse Samojeedse en Turkse bevolkingsgroepen en nomadische Mongolen in de 9e en 10e eeuw en ontwikkelden een eigen cultuur en een vorm van sjamanisme met Tibetaans boeddhistische invloeden. In de 12e eeuw werden ze onderworpen door Dzjengis Khan en bleven vervolgens drie eeuwen onder invloed staan van zijn rijk. Toen de Mongolen in het zuiden en oosten zich moesten onderwerpen aan de Mantsjoes, beëindigden de Boerjaten hun vriendschappelijke band met hun zuidelijke broedervolken. Hierdoor raakten ze echter geïsoleerd tegenover het verband van Mongolen en Mantsjoes en besloten een alliantie aan te gaan met het steeds verder naar het oosten oprukkende Rusland.
De Russen kwamen in de 17e eeuw naar het gebied op zoek naar rijkdom, goud en bont en stichtten in 1666 het fort bij Oelan-Oede, vanwaaruit de Russische kolonisatie begon. De Boerjatische prinsen werden legerofficieren binnen het Russische Leger. De Boerjatische cavalerie kon hierdoor tevens de plaatselijke tegenstellingen onderdrukken met hulp van Russische troepen. Een groot aantal Mongolen vluchtte voor de gedwongen assimilatie naar het zuiden. Met de bouw van de Transsiberische spoorlijn in de tweede helft van de 19e eeuw begon de grootschalige economische ontwikkeling van het gebied. In 1923 werd de Boerjatische ASSR gecreëerd uit de Boerjatisch-Mongoolse en Mongools-Boerjatische oblasten, die na de val van de Sovjet-Unie in 1992 de status van autonome republiek kreeg met de naam Republiek Boerjatië.

## Geografie
De republiek grenst in het noordwesten aan de oblast Irkoetsk, in het oosten aan de oblast Tsjita en in het westen aan Toeva en in het zuiden aan de Mongolische ajmguud Hövsgöl (zuidwesten), Boelgan (zuiden) en Selenge (zuidoosten).
Boerjatië omvat het gebied ten zuidoosten, zuiden, westen en noorden van het Baikalmeer (60% van de grens). Meer dan 80% van het gebied is bergachtig, waaronder het Baikalgebergte ten noorden van het Baikalmeer en het oostelijke Jablonovygebergte. Het hoogste punt is de Moenkoe-Sardyk met 3491 meter.
Belangrijke rivieren in het gebied zijn de Bargoezin, Boven-Angara, Irkoet, Kitoj, Oeda, Oka, Selenga en Vitim.

## Klimaat
De gemiddelde jaartemperatuur bedraagt −1,6. De temperatuur varieert gemiddeld van −22 °C in januari tot +18 °C in juli. De gemiddelde jaarlijkse neerslag bedraagt 244 millimeter.

## Economie
De economie is grotendeels gebaseerd op akkerbouw (tarwe, groenten, aardappelen), bosbouw, veeteelt (onder andere pelsdierenhouderijen) en de productie van grafiet, leer en textiel. Andere belangrijke sectoren zijn de visserij, jacht, bontindustrie en voedselverwerking. De mijnbouw is gericht op de exploitatie van onder meer goud, wolfraam, zink en uranium. Daarnaast vormt het Baikalmeer een belangrijke binnenlandse (en in veel mindere mate een door buitenlanders bezochte) toeristische trekpleister.

## Politiek
De grondwet van Boerjatië werd aangenomen op 22 februari 1994. Het parlement wordt gevormd door de Volks-choeral met 65 afgevaardigden. Aan het hoofd van de Boerjatische regering staat de president, die om de 4 jaar wordt verkozen. Tot 2007 was dit Leonid Potapov, die tot 1994 voorzitter van de Opperste Sovjet van de republiek was, de hoogste positie binnen Boerjatië. Hij werd eerst verkozen op 1 juli 1994, herkozen in 1998 met 63,25% van de stemmen en opnieuw op 23 juni 2002 met meer dan 67% van de stemmen. Met de verkiezingen van 2007 werd Vjatsjeslav Nagovitsyn tot nieuwe president gekozen en werd later nog een keer herkozen. Navovitsyn verliet in 2017 zijn positie. Aleksej Tsydekov werd daarna waarnemend president.

## Demografie
De bevolking bedroeg 981.238 personen bij de volkstelling van 2002, waarvan 665.512 Russen (67,8%), 272.910 Boerjaten (27,8%), 9.585 Oekraïners (1,0%), 8.189 Wolga-Tataren (0,8%) en een grote groep andere volken, die elk minder dan 0,5% van de bevolking uitmaken. Bij de Russische volkstelling van 2010 bedroeg het inwonersaantal 972.021 personen, waarvan 630.783 Russen (66,1%), 286.839 Boerjaten (30%), 6.813 Wolga-Tataren (0,7%), 5.654 Oekraïners (0,6%) en overige volken, die elk minder dan 0,5% van de bevolking uitmaken.
| 1926    | 1939    | 1959    | 1970    | 1979    | 1989      | 2002    | 2010    |
| ------- | ------- | ------- | ------- | ------- | --------- | ------- | ------- |
| 489.609 | 545.766 | 673.326 | 812.251 | 899.398 | 1.038.252 | 981.238 | 972.021 |

Van de bevolking in 2002 waren verder 467.984 personen man (47,7%) en 513.254 personen vrouw (52,3%), waarmee er 1097 vrouwen per 1000 mannen zijn.
De gemiddelde leeftijd is 31,6 jaar; de stedelijke bevolking is gemiddeld 31,2 en de plattelandsbevolking gemiddeld 32,2 jaar oud. Mannen zijn gemiddeld jonger dan vrouwen; 29,4 tegen 33,9 jaar.

### Urbanisatie
Van de bevolking woonden in 2002 584.970 personen in steden (59,6%) en 396.268 personen op het platteland (40,4%), wat voor Rusland een relatief lage urbanisatiegraad is. Er waren in 2002 322.289 huishoudens in Boerjatië, waarvan 197.651 in de steden en 124.638 op het platteland.

### Religie
De belangrijkste religie in het gebied is het Tibetaans boeddhisme, gevolgd door de Russische orthodoxie en het sjamanisme. De Boerjaten hangen de Vajrayana variant van het Tibetaans boeddhisme aan en Boerjatië vormt het centrum voor deze stroming in Rusland. In het Europese Kalmukkië bevindt zich ook een boeddhistisch volk, de Kalmukken.

## Cultuur
De Boerjaten leefden aanvankelijk in stammen waarbinnen de meerderheid verwant aan elkaar was. Aan het hoofd van elke stam stond een prins, die de macht van generatie op generatie overdroeg. Er bestond geen grondeigendom; alleen het vee was particulier bezit. Langzamerhand kwam er echter een leidende elite van prinsen op, bestaande uit de rijkere klasse, die de overige prinsen ondergeschikt maakte, terwijl de ondergeschikte prinsen de armste bevolkingsgroepen uitbuitten. Dit had tot gevolg dat tegen de 17e eeuw het Boerjatische systeem was geëvolueerd van een communesysteem naar een feodaal systeem.
In de Boerjatische cultuur bestond een bloedwraaktraditie, die met een boete (de anza) allerlei misdaden en met name moord bestrafte. Soms kon een zaak worden geschikt door het afleggen van een eed op een heilige plaats, maar meestal leidde het niet direct betalen tot de bloedige uitvoering van het vonnis.
In de 17e eeuw bracht de Russische ambassadeur Vasili Starkov thee van de Mongoolse khan naar het hof van de tsaar in Moskou, hetgeen het begin vormde van de theehandel tussen Rusland en China. Thee werd al snel de populairste drank onder de Russen en een handelsroute voor thee naar China ontstond, die de "Grote weg van de thee" werd genoemd. De thee werd naar Irkoetsk vervoerd, door Boerjatisch gebied. Handelskaravanen reisden gewoonlijk langer dan een jaar. Vanuit Irkoetsk werd de thee doorvervoerd naar de jaarmarkten van Tobolsk, Tjoemen, Nizjni Novgorod (Makarjevmarkt) en vele andere steden, alvorens uiteindelijk door heel Rusland verspreid te worden. De totale lengte van de weg die de thee aflegde, bedroeg 9.000 tot 10000 kilometers. Naar omzet stond de thee als tweede handelsgoed na de zijde.

## Afbeeldingen

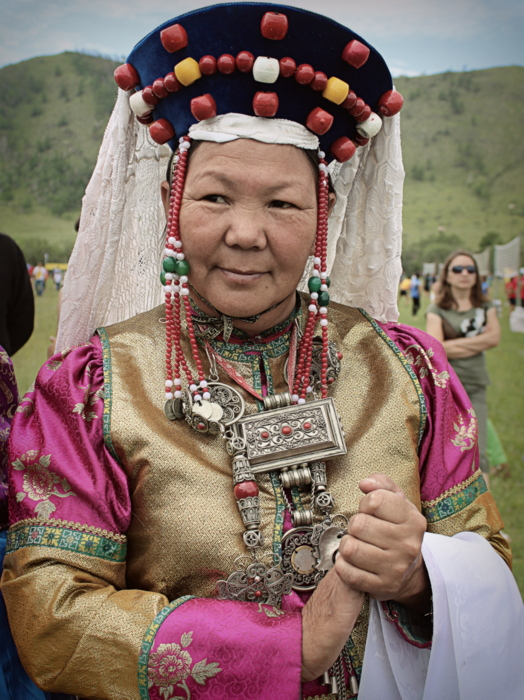
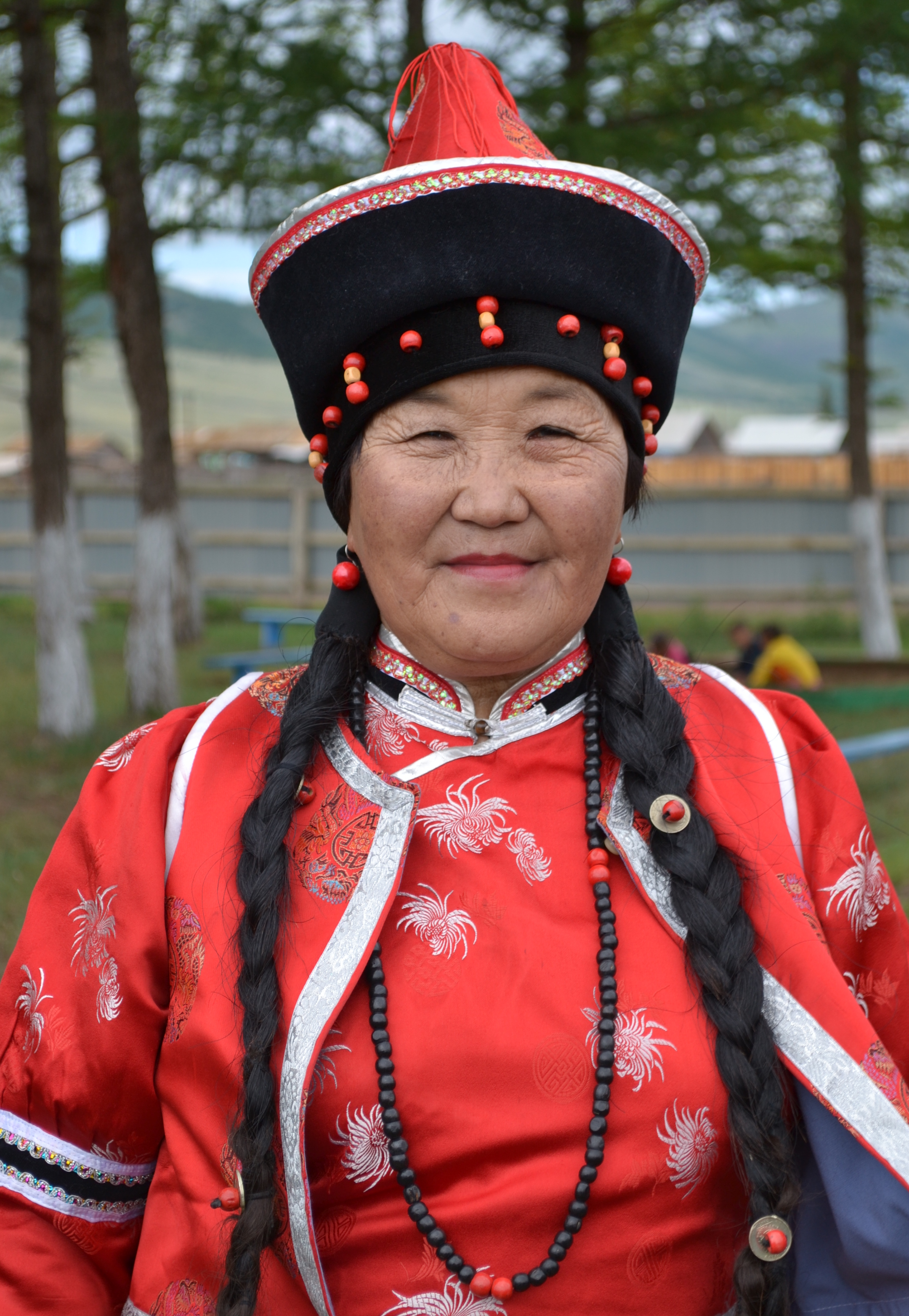
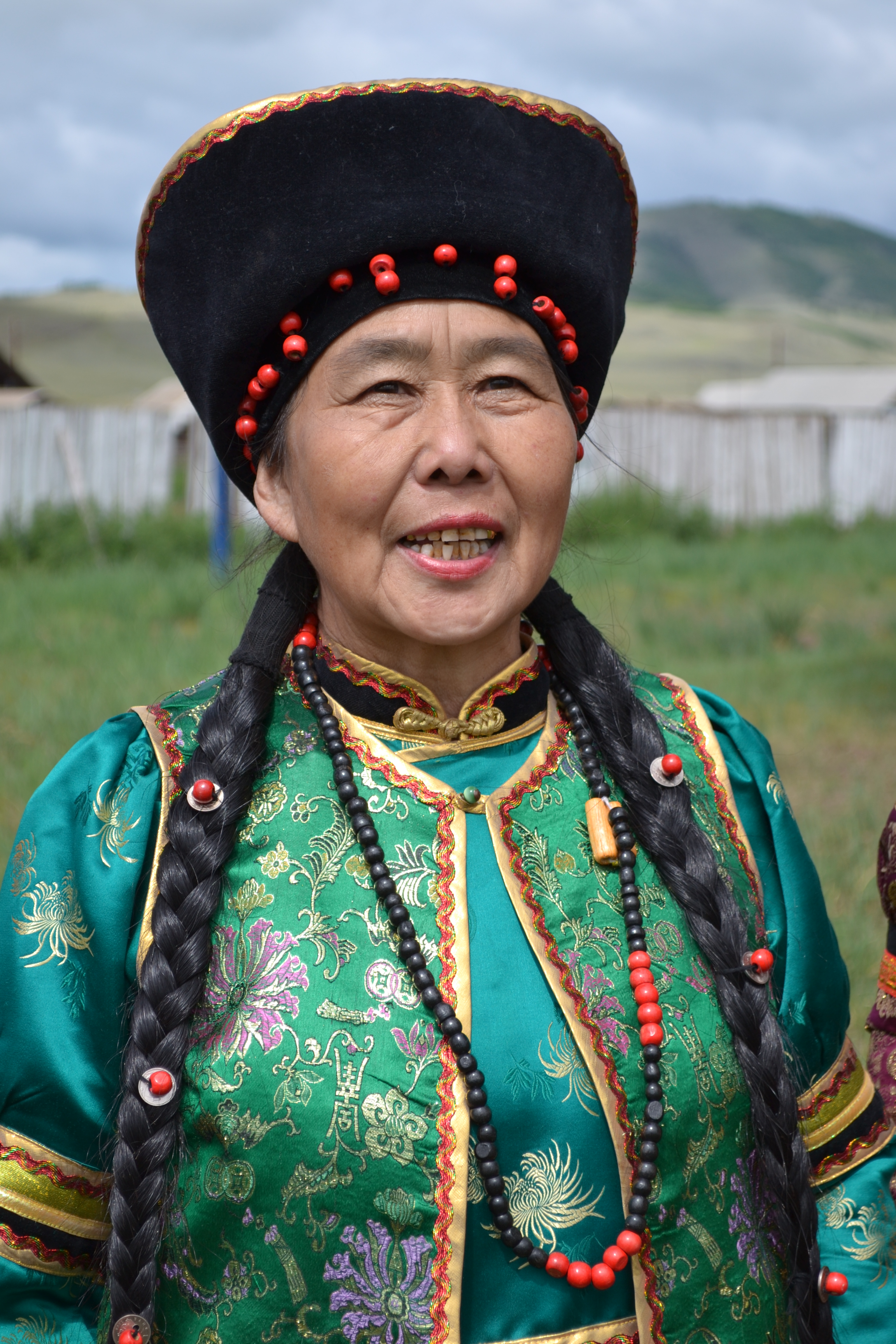
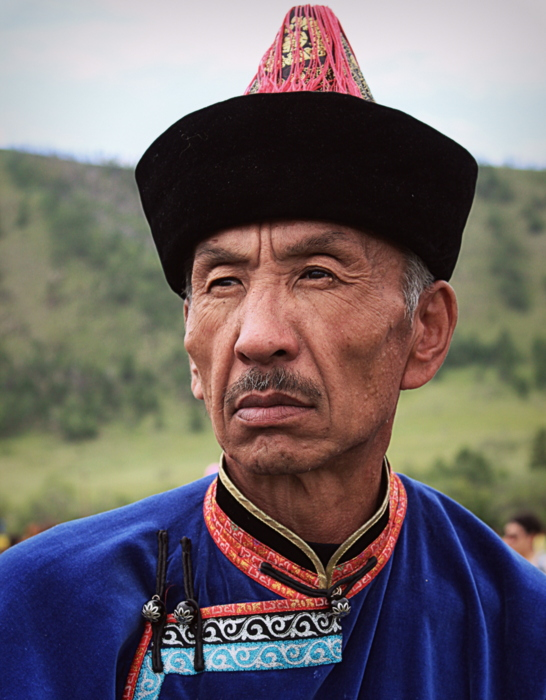

- Gemeinsame Normdatei: 4009150-8
- Library of Congress Control Number: n93003475
- Nationale Bibliotheek van Letland: 000072109
- MusicBrainz: 51fdd4e4-6c11-46d4-8bec-0c7385d0f83d
- Nationale Bibliotheek van Tsjechië: ge128861
- Nationale Bibliotheek van Israël: 987007535302705171
- Virtual International Authority File: 248946854